# 音樂符號
音乐符号，或音乐记号，是乐谱中出现的各种符号，用来表达各种音乐内容，包括音高、时值、音量、表情记号与演奏技巧等。以下列举了五线谱和简谱中常用的音乐符号。

## 五線譜
|  | 五線譜 是樂譜的基礎，以五條線或線與線之間的位置畫上音符代表不同音高、或休止符來代表停頓。在越高的線上的音符代表越高音。每一行樂譜的最左邊可以加上譜號以及調號，而在樂曲一開始通常會標記時值。 |
|  | 加线 當五條線的音域不足以包括某音高時，就會加上附加線來表達更高或更低的音高。 |
|  | 小節線 來標記小節的分隔，參見時值。 |
|  | 雙小節線 用以標記段落的分隔，又或者當樂曲的調號、速度、風格有變時應用。如果是整個樂章或樂曲的終結，則右邊的小節線會以較粗的線條來表示。                                                       |
|  | 虛線小節線 常用來標記一個小節以內的分隔，以方便閱讀。 |
|  | 連譜號 不同的括號有不同意思。弧形的連譜號(brace)通常用以表示兩行或以上的五線譜由同一件樂器演奏。起角的連譜號(bracket)用以表示由同類型的樂器(例如所有的弦樂器)演奏。                           |

## 個別樂器專用的符號

### 結他
在結他的樂譜裏，右手手指的指法標記在音符附近，以西班牙文的開首字母代表。
| Symbol        | Spanish | 中文   |
| ------------- | ------- | ------ |
| p             | pulgar  | 拇指   |
| i             | índice  | 食指   |
| m             | medio   | 中指   |
| a             | anular  | 無名指 |
| c, x, e, q, a | meñique | 尾指   |

### 鋼琴

#### 踏板符號
|  | 按下右踏板                                                                                              |
|  | 釋放右踏板                                                                                              |
|  | 踏板符號 用以更精細地表達踏板的運用，横線代表繼續踏板的延續，而入字型的符號代表短暫放開踏板再立即按下。 |
|  | |

#### 其它鋼琴符號
| m.d. / MD / r.H. / r.h. / RH / 右             | mano destra (Italian) main droite (French) rechte Hand (German) right hand (English) 右手 (中文) |
| m.s. / MS / m.g. / MG / l.H. / l.h. / LH / 左 | mano sinistra (Italian) main gauche (French) linke Hand (German) left hand (English) 左手 (中文) |

### 中國樂器

#### 彈撥樂器
滾、輪指、掃拂、推弦、拉弦、吟猱、彈挑、搖指

#### 拉弦樂器
抖弓、拋弓、滑音＾、敲弓™

#### 吹管樂器
花舌、煞氣、雙吐、瀝音、剁音、

#### 敲擊樂器
鑼鼓經

## 外部連結
- Comprehensive list of music symbols fonts （页面存档备份，存于）
- Dolmetsch Online: （页面存档备份，存于）
Music theory & history （页面存档备份，存于）
Dictionary of musical symbols （页面存档备份，存于）